# Mariëlle Koeman
Mariëlle Koeman (18 november 1966) is een Nederlandse zangeres, die jazz en klassieke muziek zingt.
Koeman begon op haar zesde piano te studeren, vanaf haar achttiende kreeg ze klassieke zangles. Later ging ze recitals geven, alsook jazzconcerten. In 2001 verscheen haar eerste jazzplaat, waarop ze begeleid wordt door het trio van haar man, de jazzpianist Jos van Beest. In de jaren erna volgden meer albums, die vooral in Japan goed werden ontvangen. In dat land heeft ze ook regelmatig opgetreden. 

## Discografie
met trio Jos van Beest:
- From the Heart, Atelier Sawano, 2001
- Between You and Me, Atelier Sawano, 2004
- Speaking of Love, Atelier Sawano 2009
- Love Bossa, Atelier Sawano 2012
- Natural, Atelier Sawano 2015